# Andrij Jakovljev
Andrij Valentynovyč Jakovljev (in ucraino Андрій Валентинович Яковлєв?; Charkiv, 20 febbraio 1989) è un calciatore ucraino, centrocampista del Bacigalupo Vasto Marina.

## Palmarès

### Club

#### Competizioni nazionali
- Campionato bielorusso: 1

BATĖ Borisov: 2014
- Coppa di Moldavia: 1

Zaria Bălți: 2015-2016